# Pentalaträsket
Pentalaträsket (finska: Pentalanjärvi) är en sjö i Esbo stad i Finland.   Den ligger i landskapet Nyland, i den södra delen av landet, 17 km sydväst om huvudstaden Helsingfors. Pentalaträsket ligger 9,4 meter över havet. Den ligger på ön Pentala.  Arean är 6,1 hektar och strandlinjen är 1,63 kilometer lång. Sjön  ingår i Finska vikens avrinningsområde. 